# Beniaminów (stacja kolejowa)
Beniaminów – stacja kolejowa w Białobrzegach, w województwie mazowieckim w Polsce. Aktualnie stacja nie ma kas, a dworzec kolejowy został adaptowany do innych celów. Służy głównie do przeładunku cystern paliwowych do pobliskiej bazy paliwowej.